# Capnodium australe
Capnodium australe är en svampart som beskrevs av Mont. 1849. Capnodium australe ingår i släktet Capnodium och familjen Capnodiaceae.   Inga underarter finns listade i Catalogue of Life.